# Lago Nonthué
Lago Nonthué är en sjö i Argentina.   Den ligger i provinsen Neuquén, i den sydvästra delen av landet, 1 300 km sydväst om huvudstaden Buenos Aires. Lago Nonthué ligger 639 meter över havet. Arean är 4,2 kvadratkilometer. Den sträcker sig 4,4 kilometer i nord-sydlig riktning, och 2,3 kilometer i öst-västlig riktning.
I omgivningarna runt Lago Nonthué växer i huvudsak blandskog. Runt Lago Nonthué är det mycket glesbefolkat, med 6 invånare per kvadratkilometer.